# 구글플렉스
구글플렉스(영어: Googleplex)은 구글의 본사 단지이며 모회사 알파벳이 있다.  미국 캘리포니아주 마운틴뷰에 위치하고 있다.

## 같이 보기
- 인턴십 (영화)